# Bebelis mexicana
Bebelis mexicana är en skalbaggsart som först beskrevs av Bates 1885.  Bebelis mexicana ingår i släktet Bebelis och familjen långhorningar.
Artens utbredningsområde är:
- Guatemala.
- Honduras.

Inga underarter finns listade.